# Mabus Point
Mabus Point är en udde i Antarktis. Den ligger i Östantarktis. Australien gör anspråk på området.
Terrängen inåt land är kuperad söderut, men österut är den platt. Havet är nära Mabus Point norrut. Trakten är glest befolkad. Närmaste befolkade plats är Mirny Station, 1,2 kilometer sydväst om Mabus Point. 